# Grzbiet Afrykańsko-Antarktyczny
Grzbiet Afrykańsko-Antarktyczny - fragment systemu śródoceanicznych grzbietów pomiędzy Afryką i Antarktydą. 
Oddziela on Basen Agulhas od Basenu Afrykańsko-Antarktycznego. Na zachodzie łączy się z Grzbietem Południowoatlantyckim, natomiast na wschodzie z Grzbietem Zachodnioindyjskim.